# Реторсія
Реторсія (від пізньолатинського retosio - зворотня дія) — передбачені міжнародним правом обмежувальні заходи, що вживає одна держава щодо іншої держави ( або її громадян) у відповідь на її несправедливі дії з метою домогтися припинення цих дій.
Такими заходами можуть бути обмеження певних прав громадян відповідної держави, обмеження імпорту, підвищення митних зборів, вилучення своїх коштів з банків недружньої держави, введення ліцензування або квотування зовнішньоекономічних операцій, відкликання свого посла тощо.  
Реторсія є своєрідним засобом тиску, який не виходить за рамки міжнародного права, відповідно не є порушенням принципу недискримінації. Заходи, використовувані як реторсія, повинні бути пропорційними до дій, які їх викликали, та повинні припинятися з моменту відновлення попереднього стану. 